# Gavlerinken Arena
Gavlerinken Arena (2006-2014 Läkerol Arena) é um pavillhão de hóquei no gelo localizado na cidade de Gävle, Suécia. Foi inaugurado em 1967 e tem capacidade para 7 909 pessoas durante eventos desportivos. É utilizado pelo clube de hóquei no gelo Brynäs IF. Também é usado para consertos musicais, conferências, exposições e feiras.